# Liste des programmes techniques au Québec
Pour un article plus général, voir Enseignement collégial au Québec.
La liste des programmes techniques recense les programmes techniques de la formation collégiale donnés dans les différents établissements d'enseignement collégial de la province de Québec, au Canada, triés selon leurs grands secteurs d'activités.

## Formation techniquescollégialpar secteur d'activité économique

### Administration, commerce et informatique
- Administration et coopération
- Techniques administratives
  - Options assurances
  - Option finance
  - Option gestion
  - Option gestion industrielle
  - Option marketing
  - Option personnel
  - Option transport
- Techniques de bureautique
- Techniques de l'informatique

### Agriculture et pêches
- Gestion et exploitation d'entreprise agricole
- Paysage et commercialisation en horticulture ornementale
- Techniques de santé animale
- Techniques équines
- Technologie de la production horticole et de l'environnement
- Technologie des équipements agricoles
- Technologie des productions animales

### Alimentation et tourisme
- Techniques de gestion des services alimentaires et de restauration
- Techniques de gestion hôtelière
- Techniques de tourisme
- Technologie des procédés et de la qualité des aliments

### Arts
- Design d'intérieur
- Design de présentation
- Design industriel
- Interprétation théâtrale
- Musique populaire
- Photographie
- Techniques de métiers d'art
- Techniques professionnelles de musique et chanson
- Théâtre – production
- Dessin animé
- Animation 3D et synthèses d’images

### Bois et matériaux connexes
- Techniques d'ébénisterie et de menuiserie architecturale
- Techniques du meuble et du bois ouvré

### Chimie et biologie
- Assainissement et sécurité industriels
- Techniques de bioécologie
- Techniques de chimie analytique
- Techniques de chimie-biologie
- Techniques de génie chimique
- Techniques de procédés chimiques
- Technologie de l'eau

### Bâtiment et travaux publics
- Technologie de l'architecture
- Technologie de l'estimation et de l'évaluation en bâtiment
- Technologie de la Géomatique/cartographie
- Technologie de la Géomatique/géodésie
- Technologie de la mécanique du bâtiment
- Technologie du génie civil

### Environnement et aménagement du territoire
- Environnement, hygiène et sécurité au travail
- Techniques d'aménagement cynégétique et halieutique
- Techniques d'aménagement et d'urbanisme
- Techniques d'écologie appliquée
- Techniques d'inventaire et de recherche en biologie
- Techniques du milieu naturel
- Technologie de la production horticole et de l'environnement

### Électrotechnique
- Avionique
- Technologie de conception électronique
- Technologie de l'électronique
- Technologie de l'électronique industrielle
- Technologie de systèmes ordinés
- Technologie physique

### Entretien d'équipement motorisé
- Entretien d'aéronefs
- Techniques de génie mécanique de marine

### Fabrication mécanique
- Construction aéronautique
- Techniques d'architecture navale
- Techniques de génie mécanique
- Techniques de transformation des matériaux composites
- Techniques de transformation des matières plastiques
- Technologie du génie industriel

### Foresterie et papier
- Techniques papetières
- Technologie forestière

### Communication et documentation
- Art et technologie des médias
- Graphisme
- Infographie en préimpression
- Techniques de gestion de l'imprimerie
- Techniques de l'impression
- Techniques de la documentation
- Techniques de muséologie
- Techniques d'intégration multimédia

### Mécanique d'entretien
- Technologie de maintenance industrielle

### Mines et travaux de chantier
- Géologie appliquée
- Technique minière

### Métallurgie
- Contrôle de la qualité
- Procédés métallurgiques
- Soudage

### Transport
- Navigation
- Techniques de pilotage d'aéronefs

### Cuir, textile et habillement
- Commercialisation de la mode
- Design de mode
- Fabrication
- Finition

### Santé
- Acupuncture
- Archives médicales
- Audioprothèse
- Techniques d'électrophysiologie médicale
- Techniques d'hygiène dentaire
- Techniques d'inhalothérapie
- Techniques d'orthèses et de prothèses orthopédiques
- Techniques d'orthèses visuelles
- Techniques de denturologie
- Techniques de diététique
- Techniques de radiothérapie
- Techniques de radio-oncologie
- Techniques de physiothérapie
- Techniques de thanatologie
- Techniques dentaires
- Techniques infirmières
- Technologie d'analyses biomédicales
- Technologie de médecine nucléaire
- Technologie de radiodiagnostic
- Soins pré hospitalier d'urgence

### Services sociaux, éducatifs et juridiques
- Techniques d'éducation à l'enfance
- Techniques d'éducation spécialisée
- Techniques d'intervention en délinquance
- Techniques d'intervention en loisir
- Techniques de recherche, enquête et sondage
- Techniques de travail social
- Techniques juridiques
- Techniques policières